# Ванзейская конференция (фильм, 2022)
Ванзейская конференция (нем. Die Wannseekonferenz) — немецкий телевизионный фильм 2022 года о Ванзейской конференции, транслировался 24 января того же года телеканалом ZDF.

## Сюжет
Режиссёр Матти Гешоннек показывает реконструкцию Ванзейской конференции, состоявшейся 20 января 1942 года, по сценарию Пауля Моммерца и Магнуса Ваттродта.
Высокопоставленные немецкие нацистские чиновники встречаются в разгар Второй мировой войны, чтобы обсудить так называемое «окончательное решение еврейского вопроса». Это уже не начало Холокоста, который начался раньше, а встреча по планированию всех этапов уничтожения евреев.

## Производство
Фильм был создан совместно компаниями ZDF и Constantin Television GmbH и финансировался FilmFernseFonds Bayern и Medienboard Berlin-Brandenburg .
Съемки фильма проходили с 3 ноября по 18 декабря 2020 года под одноимённым рабочим названием в киностудиях Berliner Union-Film в исторической вилле в Ванзее.

## Реакция
Фильм показался очень востребованным. По данным телеканалов, его посмотрели 5,61 млн зрителей. Он получил ряд положительных отзывов и наград.